# Медаль Вооружённых сил «За службу за рубежом» (Норвегия)
Медаль Вооружённых сил «За службу за рубежом» – ведомственная награда Вооружённых сил Королевства Норвегия.

## История
Медаль Вооружённых сил «За службу за рубежом» была учреждена в 1 января 1993 года для поощрения норвежских военнослужащих, принимавших участие в боевых действиях за рубежом, имевших место в 1990-е годы. Учреждённая в 2005 году медаль Вооружённых сил «За операции за рубежом» указывала, что медаль «За службу за рубежом» утрачивает своё значение. Однако в 2009 году медаль «За службу за рубежом» была вновь введена в качестве медали за достижения. Медаль может вручаться военнослужащим за выдающиеся мужество и отвагу, которые требуются в ходе боевых действий. Цвет медали был изменён с бронзового на позолоченный. Цвета ленты варьировались в зависимости от района проведения военных операций. В 2012 году была введена единая раскраска ленты. За особо похвальные достижения медаль может вручаться с розеткой.
| Планки медали                   | Планки медали        | Планки медали                 | Планки медали                       | Планки медали               |
| Медаль с розеткой (с 2012 года) | Медаль (с 2012 года) | Медаль операций в Афганистане | Медаль операций в Саудовской Аравии | Медаль операций на Балканах |
| ------------------------------- | -------------------- | ----------------------------- | ----------------------------------- | --------------------------- |
|                                 |                      |                               |                                     |                             |

## Критерии к награждению

### 2012
Медаль присуждается норвежским и иностранным военнослужащим за образцовую храбрость во время активных военных операциях. Медаль вручается министром обороны Норвегии. Может присуждаться посмертно. Медаль присуждается однократно, однако последующие акты мужества могут отмечаться помещением розетки на ленту медали. Общее количество розеток не должно превышать трёх.

### 2009
Медаль была восстановлена 20 мая 2009 года как награда за достижения. Вручалась с розеткой как норвежским, так и иностранным военнослужащим и гражданскому персоналу, которые участвовали в специальных военных операциях за рубежом.

### 1993
Медаль вручалась как норвежским, так и иностранным военнослужащим, которые служили за рубежом как минимум два месяца. В особых случаях медаль вручалась с розеткой.

## Описание
Медаль круглой формы золотистого металла с бортиком.
Аверс несёт меч в столб остриём вверх между двух дубовых ветвей о четырёх листах и трёх желудях.
Реверс – надпись в две строки «FOR DIN / INNSATS» с дубовыми ветвями сверху и снизу.

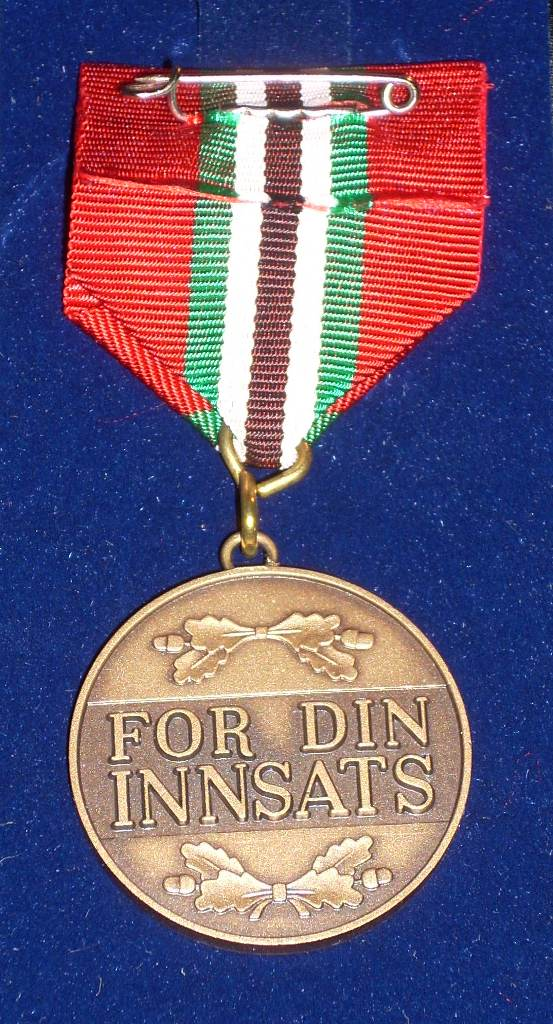
Реверс медали
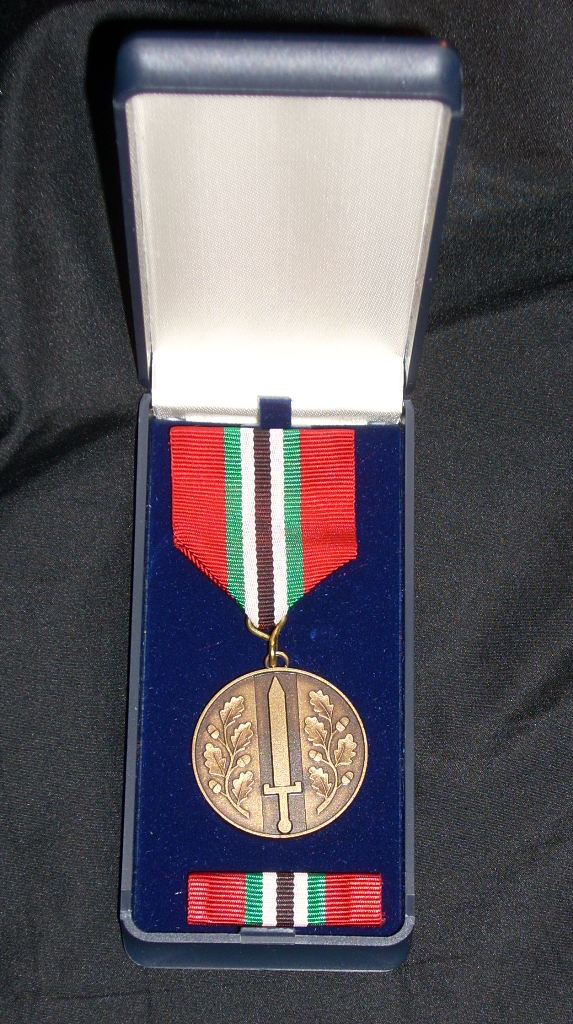
Медаль в наградной коробочке